# Piñón libre

Mecanismo de un piñón libre.

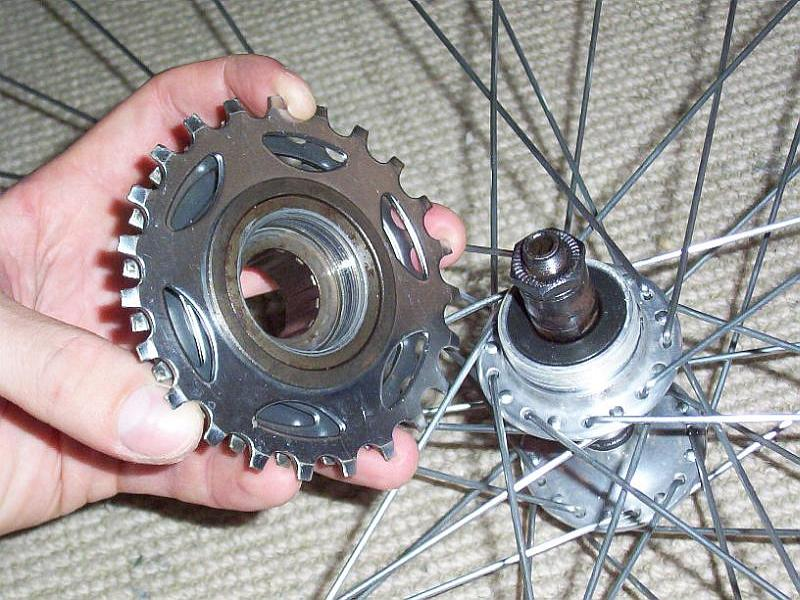
Piñón en bicicleta

Un piñón libre o rueda libre es el mecanismo que permite a un eje girar libremente en un sentido y ser engranado en el sentido contrario. 
Un piñón libre permite, por ejemplo, que un ciclista deje de pedalear sin provocar que la rueda se frene o bloquee. 

## Mecanismo
Consiste en un sistema instalado en un eje que permite que los piñones giren libremente en una dirección y se mantengan solidarios en la dirección contraria.
Se utilizan unos trinquetes empujados por un muelle para que, en la dirección de giro en la que se realiza la transmisión, se engranen con el resto del mecanismo para transmitir la potencia. En la dirección contraria los trinquetes son empujados hacia el eje y el resto del mecanismo gira libremente. En las bicicletas, este proceso produce el clásico ruido de carraqueo de la bicis cuando se deja de pedalear.

## Usos

### Bicicletas
Los piñones libres son usados ampliamente en casi la totalidad de las bicicletas que existen actualmente. De esta manera, un ciclista puede pedalear para transmitir el movimiento a la rueda trasera y poder avanzar; así como cuando deje de dar pedales, la rueda trasera seguirá girando libremente sin necesidad de que se transmita el movimiento de inercia a los pedales nuevamente.
Antes de inventarse este sistema, las bicicletas mantenían la rueda solidaria a los pedales, denominada bicicleta de piñón fijo. Estas tienen la ventaja de que permiten notar la adherencia del asfalto y la inercia de la bicicleta ayuda a pasar los puntos muertos. Sin embargo, producen más esfuerzo en la rodilla durante la frenada (si no se utilizan los frenos), no permiten usar cambios de marchas, si se engancha el pantalón con el plato no se puede dejar de pedalear sin parar la bici o bloquear la rueda trasera y en curvas cerradas no se pueden mantener los pedales horizontales para no tocar con ellos el suelo.

### Coches
La rueda libre ha sido usada en coches con motor de dos tiempos, como el Saab 93 y Saab 96. Esto hacía imposible usar el motor como freno en esos modelos. Actualmente la rueda libre se usa por ejemplo en el motor de arranque permitiendo que este transmita su movimiento al cigüeñal pero evitando la transmisión en sentido contrario, lo cual supondría la avería del motor de arranque debido a las altas revoluciones que le estaría transmitiendo el cigüeñal una vez arrancado el coche.

### Helicópteros
Las aspas de un helicóptero han de ser capaces de girar más rápido que el motor para entrar en autorrotación, en caso de fallo del rotor principal o de cola.